# Ladislav Prokeš
Ladislav Prokeš est un joueur d'échecs et un compositeur d'études tchèque né le 7 juin 1884 à Prague et mort le 9 janvier 1966 à Prague. Champion de Tchécoslovaquie en 1921 (ex æquo avec Karel Hromádka et Karel Treybal), il remporta le tournoi de Prague en 1928.
Nommé juge international pour la composition échiquéenne en 1956, la Fédération internationale des échecs lui décerna le titre de Maître international pour la composition échiquéenne à titre posthume. Spécialiste de l'étude artistique, il est l'auteur de plus d'un millier d'études  de finales d'échecs. 
Il représenta la Tchécoslovaquie lors des trois premières olympiades d'échecs officielles : en 1927, 1928 et 1930.